# 高速大師橋
高速大師橋（こうそくだいしばし）は、東京都大田区と神奈川県川崎市の間の多摩川に架かる首都高速道路の橋である。
本橋が首都高速1号羽田線と首都高速神奈川1号横羽線の境界となっている。

## 地理
東西に流れる多摩川に架かり、左岸（北側）が東京都大田区羽田2・3丁目、右岸（南側）が川崎市川崎区殿町1丁目で、多摩川の左岸寄りが都県境となる。
川崎市側では東京都道・神奈川県道6号東京大師横浜線（産業道路）の大師橋の直上を通るが、多摩川に直交する大師橋に対し、高速大師橋の大田区側の岸は170 mほど下流側にずれており、両橋の間には船溜まりがある。1939年の大師橋開通以前には羽田の渡しが運航されており、両岸の本橋のたもとには碑が建てられている。

## 構造
洪水対策から支間長を長くする必要があり、建設に際し多くの企業から競争設計を募った。左岸側は支間80 m+132 m+80 mの3径間連続鋼床版桁橋、右岸側は支間64 m+64 m、54 m+50 mのプレストレスト・コンクリートT型ラーメン橋とした。桁橋部の施工にあたっては鋼床版の現場突合せ溶接やY型の鋼床版縦リブ、溶接と高力ボルトの併用継手など当時の最新技術が導入された。軽量化を図り、横リブは5 m間隔と、一般的な同形式の2 - 3 m間隔に比べて少なくした。

## 架け替え
Y型リブを使用した床版は橋桁の軽量化に寄与したが、橋全体がたわみやすいという弱点も持った。1日平均通過台数約89000台という交通量の多さもあり、1985年頃から多数の疲労亀裂が確認された。このため、左岸側約300 mの鋼橋部分の上部工を架け替えることとなったが、現在の技術基準の設計では死荷重が大きくなり、下部工の耐力を上回ることが見込まれるため橋脚を含めた架け替えが決定した。門型の橋脚を設置するとともに既設橋の下流側の河川上で新設橋の上部工を組み立て、既設橋の上部工を上流側にスライドさせたのちに新設橋を架設する手順で行われる。幅員は16.5 mから18.2 mに拡幅される。
架け替え工事に伴い、2023年（令和5年）5月27日から6月10日までの期間、橋を挟んだ平和島出入口 - 大師出入口間・東海JCT - 昭和島JCT間で通行止めを実施。同年5月28日、古い橋を上流側に移動させ、翌5月29日午後に下流側に予め建設していた新しい橋を移動させて設置した。
2023年（令和5年）6月10日に予定どおり通行止めは解除され、以降は古い橋を解体する工事が行われた。
「高速大師橋更新事業」として2023年度（令和5年度）の土木学会田中賞作品部門の最優秀作品賞を受賞した。

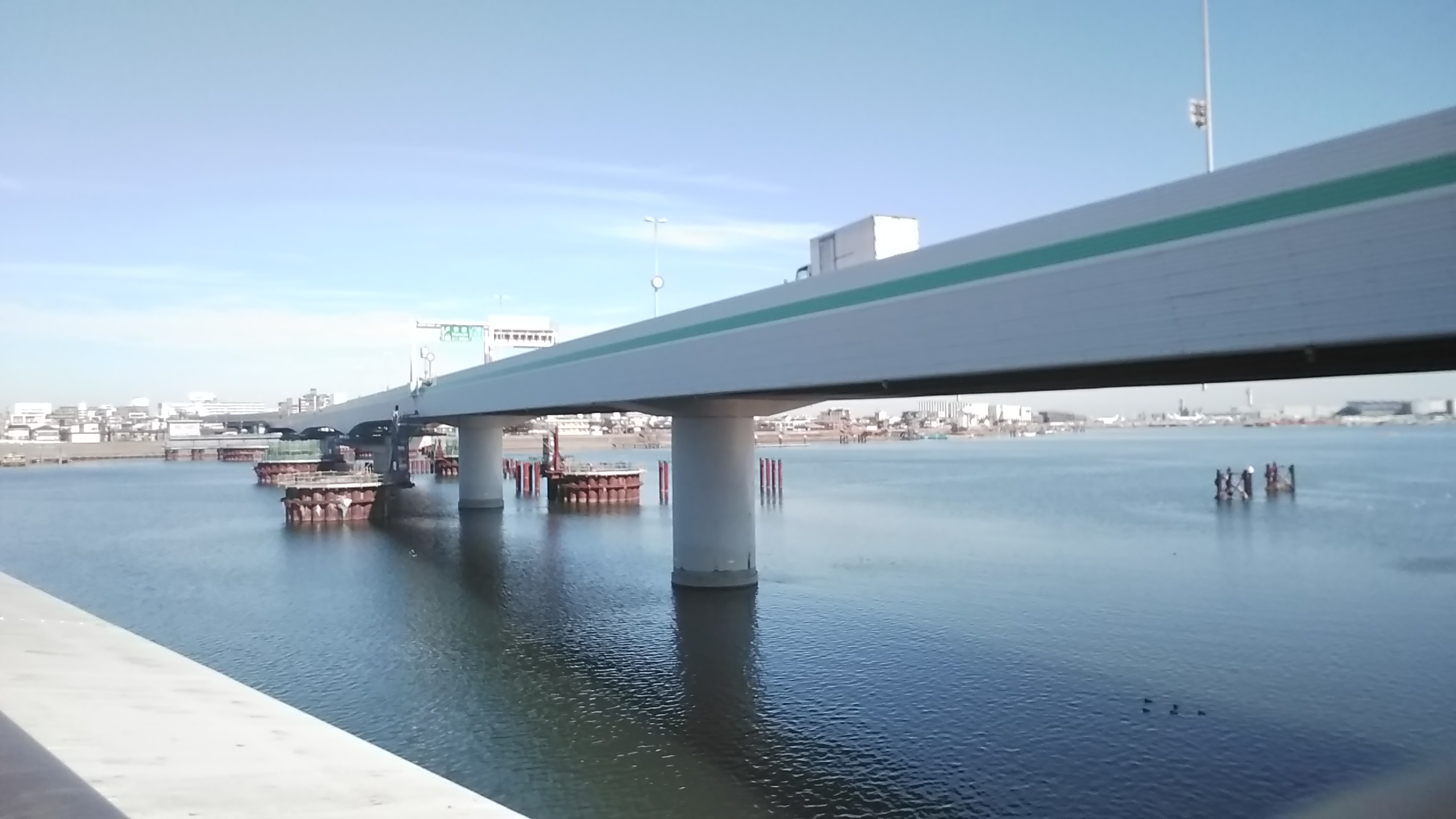
隣接する大師橋より。橋桁側面は化粧板で仕上げられている。河川中の鋼製の構造物は新設橋の橋脚。
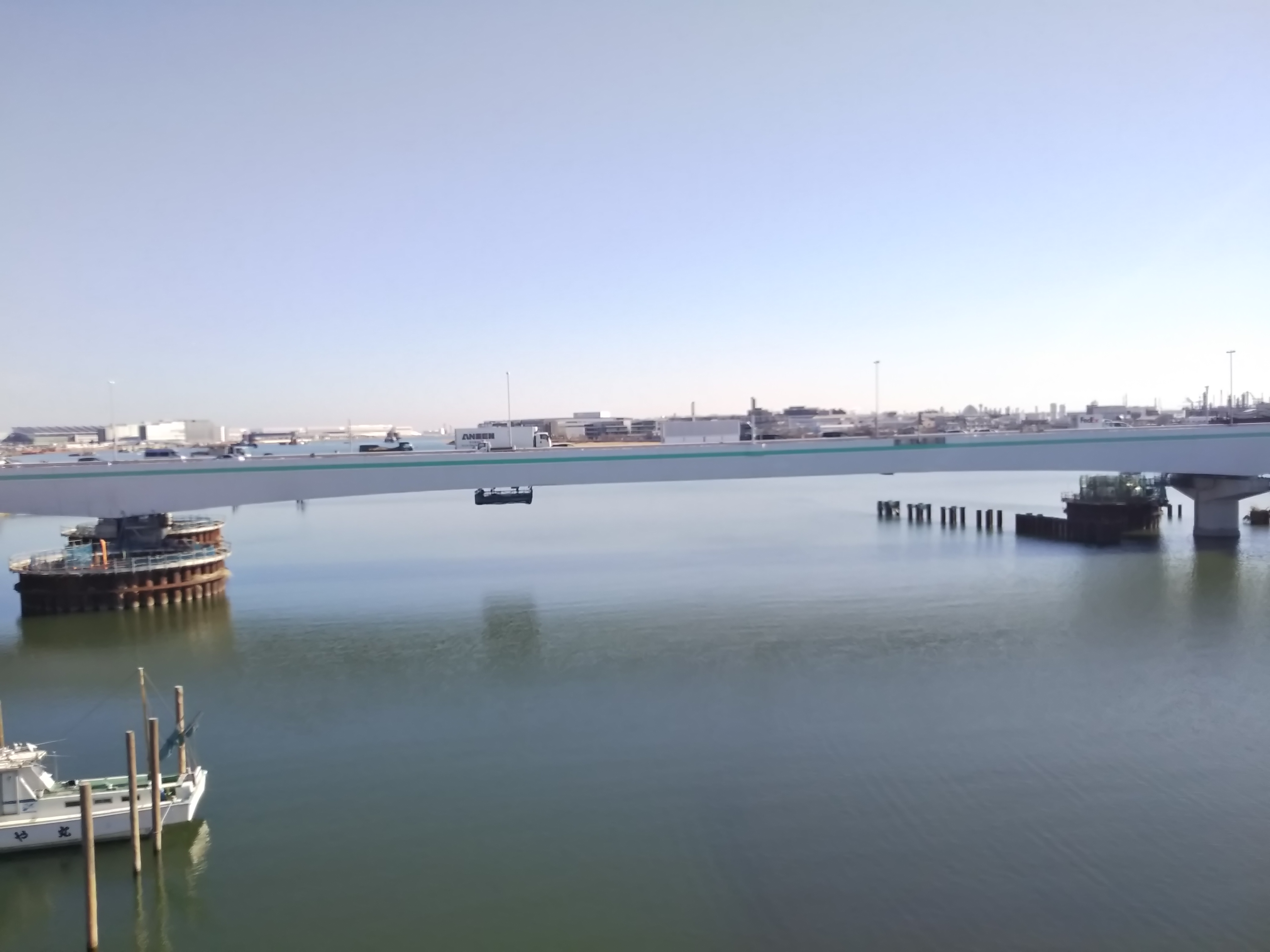
最大支間部。
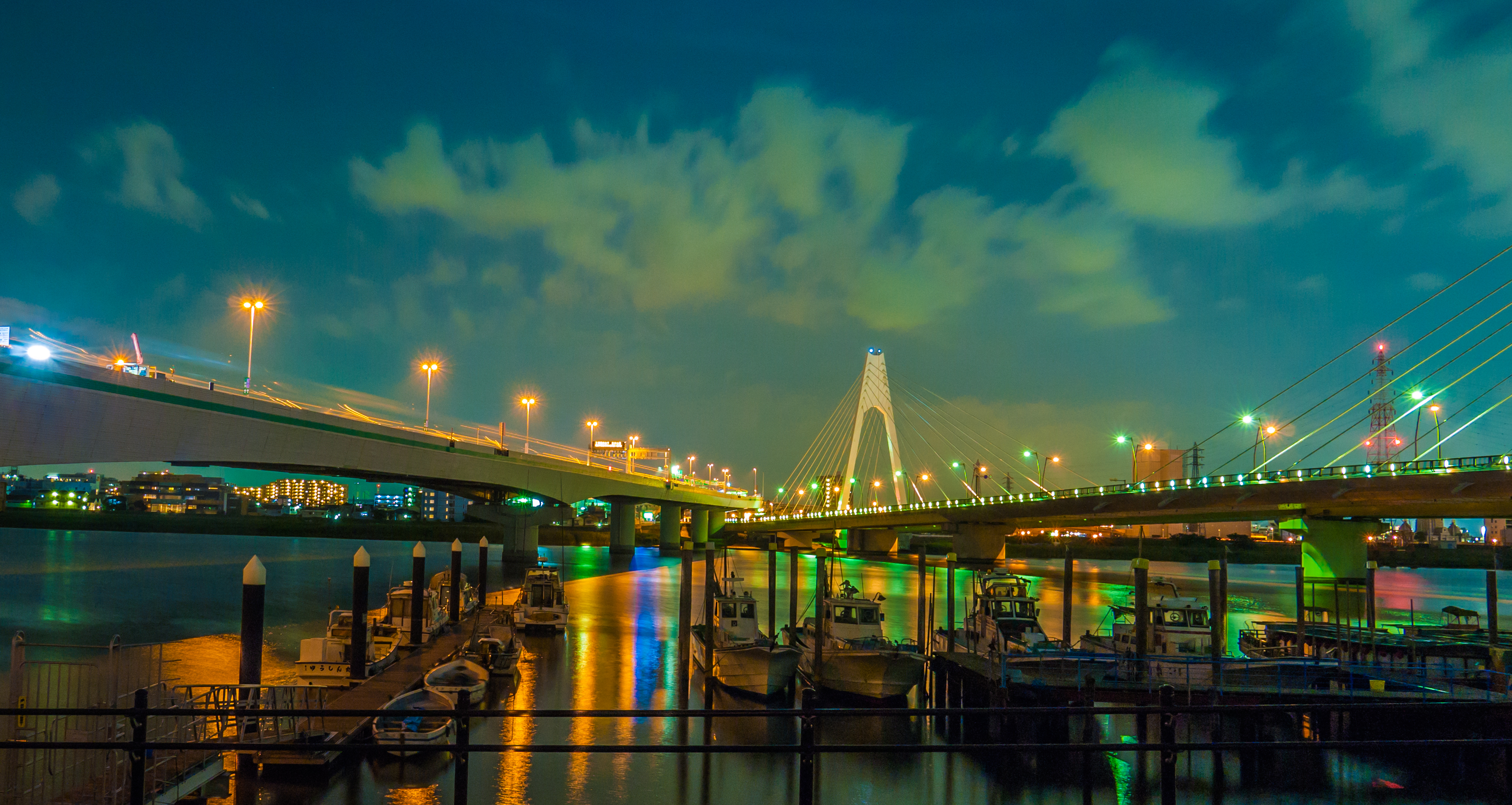
大田区側の船溜まりからの夕景。
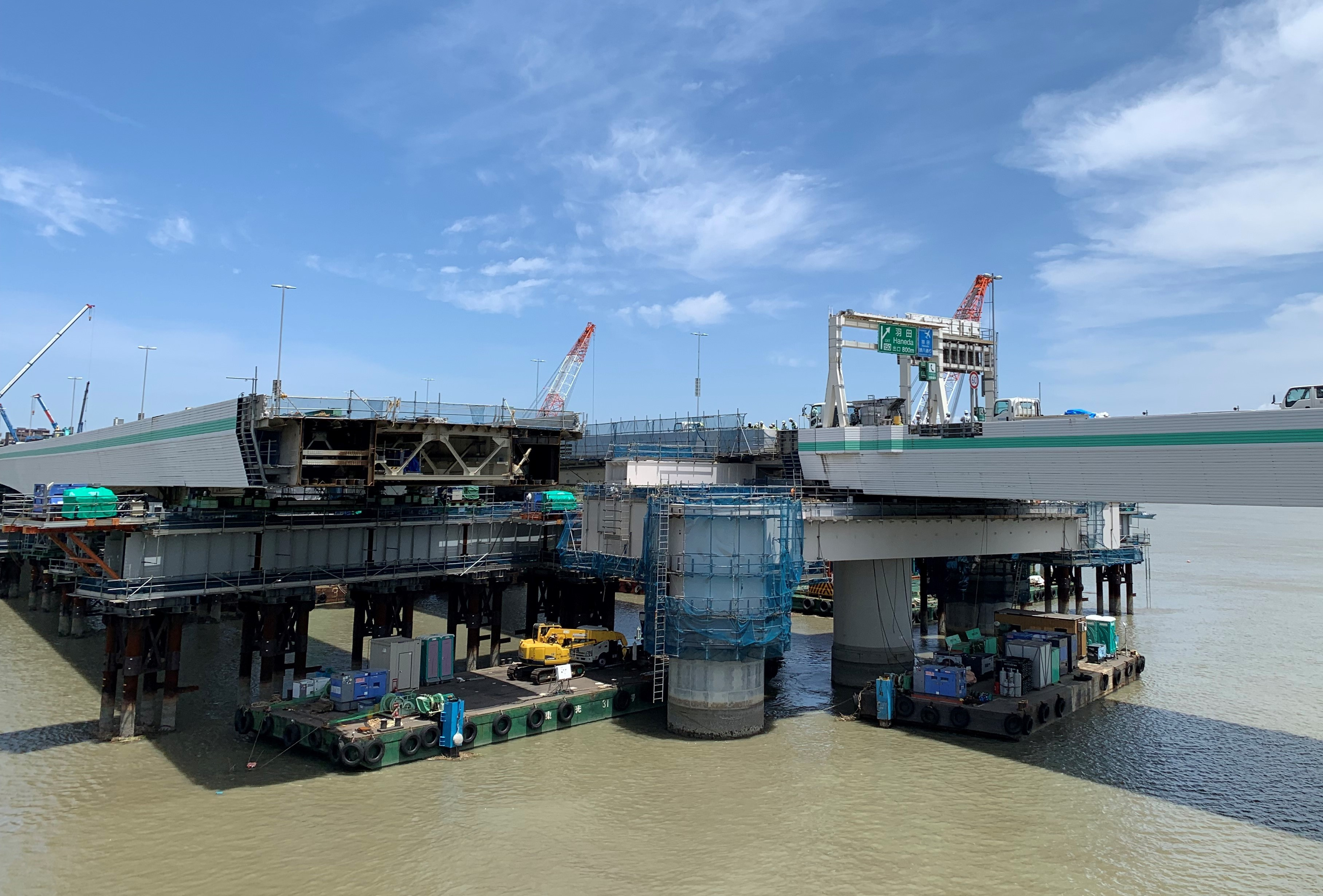
架け替え工事中(2023年6月4日)。右が切り離され移動された古い橋。

## 近隣の橋・河底トンネル
- 多摩川
  - （上流）－六郷橋－大師橋－高速大師橋－東海道貨物線羽田トンネル－多摩川スカイブリッジ－首都高速湾岸線多摩川トンネル－【河口】